# Aristides Largura
Aristides Trentini Largura (Blumenau, 30 de novembro de 1906 – Joinville, 13 de abril de 2005) foi um professor, advogado e político brasileiro. Prefeito mais jovem da história de Joinville, foi o organizador da Ação Integralista Brasileira em todo o norte e nordeste de Santa Catarina.

## Biografia
Nasceu em 30 de novembro de 1906, em São Bernardo (atual Rio dos Cedros), antigo distrito de Blumenau, filho do imigrante italiano Domênico Largura e da brasileira Maria Trentini Largura, aos 23 anos, casou-se com Inocência Grott Largura e tiveram dois filhos. Foi inspetor escolar, professor e diretor escolar.

### Militância integralista
Como inspetor escolar, foi transferido de Blumenau para Joinville em 1933. Ali, teve seu primeiro contato com o Integralismo, trazido por documentos, panfletos e cartilhas levados por Xavier Schenk e Ernani Bessa, após viagens a São Paulo. Ao lado deles, de Juca Ramos e de Euclides Gonçalves, Largura se reunia em cafés para discutir as ideias integralistas, apaixonando-se com a perspectiva de usar o movimento para penetrar nas colônias estrangeiras e nacionalizá-las. Em 1934, fundaram o núcleo municipal da Ação Integralista Brasileira, dirigido por um triunvirato composto por Largura, Bessa e Ramos. Os integralistas de Joinville, jovens, que não pertenciam à política local, preocupavam-se com os agricultores do interior e com os operários da região urbana, e difundiram seus núcleos em praticamente todas as regiões da cidade, sobretudo as mais distantes, onde nem os jornais chegavam.
Um mês depois, Largura tornou-se o chefe municipal. Recebeu do chefe integralista de Santa Catarina, Othon Gama D'Eça, a função de coordenar e disseminar o movimento em toda a região Norte e Nordeste do Estado, compreendendo Jaraguá do Sul, São Bento do Sul, São Francisco do Sul e os então distritos de Hansa e Bananal, atuais Corupá e Guaramirim. Aproveitava suas visitas de inspeção escolar aos locais para fundar novos núcleos e expandir o movimento. Transferido pelo governador Nereu Ramos de volta a Blumenau, em tentativa de enfraquecer sua militância, continuou. Em agosto de 1935, Nereu advertiu-lhe que sua atuação integralista, como funcionário estadual, estava criando uma "situação delicada" para o Governo do Estado, exigindo que se afastasse definitivamente. Largura pediu tempo para refletir e, em casa, escreveu-lhe uma carta: "me tiraria a força moral de entrar numa escola ser um homem que abandona um ideal com medo de perder o emprego". No dia seguinte, foi publicado o ato de sua demissão.
Desempregado, já tendo esposa e dois filhos, recebeu de José Ferreira da Silva em Blumenau a direção do jornal integralista Alvorada. Com isso, e com um novo emprego no comércio de seguros, pôde se manter. Alguns meses depois, absorvido pelo trabalho, foi convidado pelo núcleo integralista de Joinville para ser candidato à prefeitura. Declinou, sem tempo para se dedicar à campanha, mas foi informado de que bastaria emprestar o seu nome. Os integralistas tiveram uma despesa eleitoral total de apenas 70 mil-réis, ou 70 reais, equivalente à fretagem de transporte para eleitores de zonas afastadas, e Largura foi à cidade apenas 15 dias antes da eleição. Apesar disso, venceram em 15 das 20 urnas do município, garantindo 9 das 15 vagas da Câmara Municipal. Imediatamente, a elite política local tentou impugnar a vitória de Largura, mas não obteve sucesso. A nova administração assumiu no dia 4 de abril de 1936.

### Prefeito de Joinville

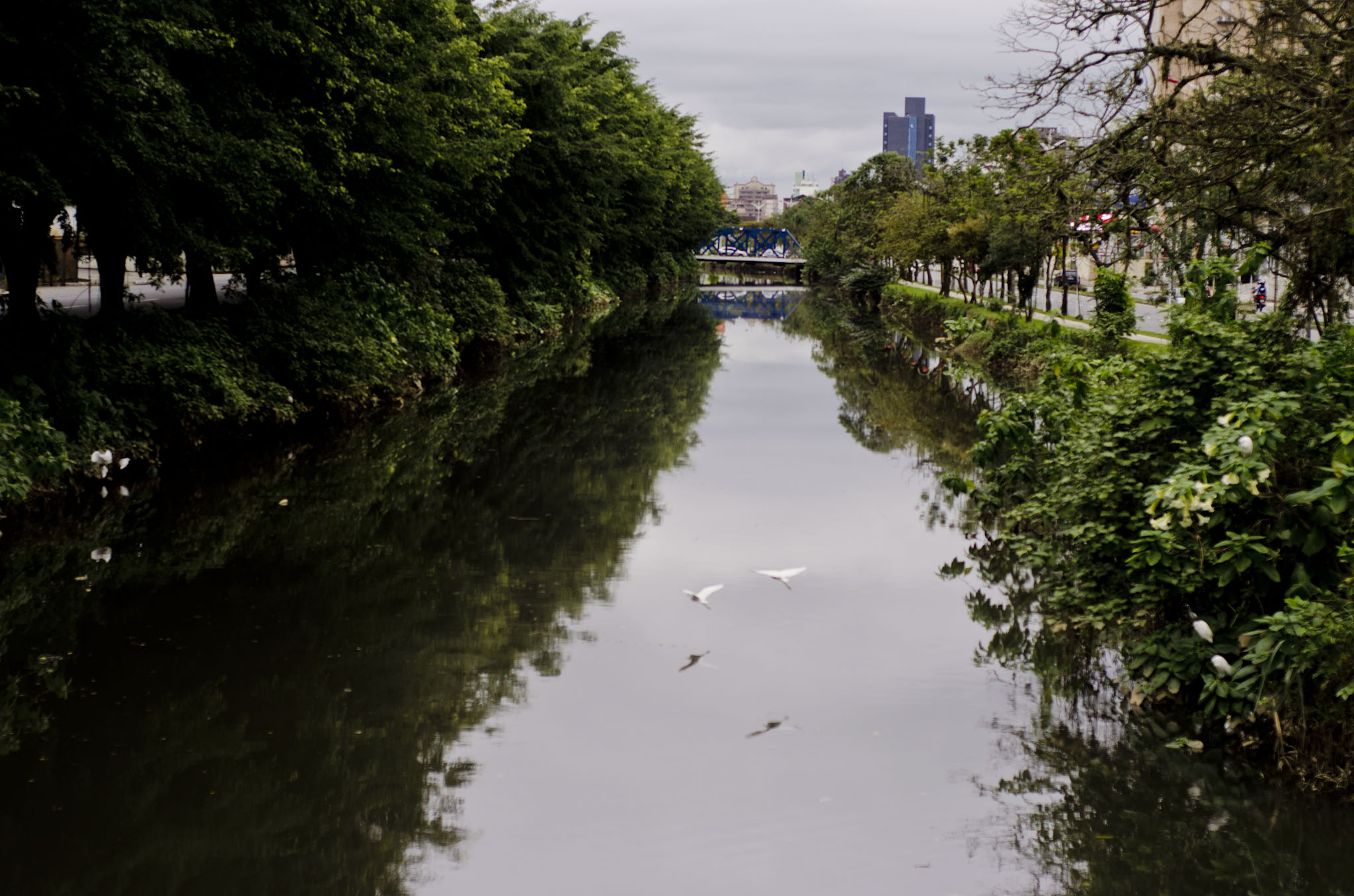
O rio Cachoeira, desassoreado por Largura, em Joinville.

Após estabilizada a situação política, Largura, até hoje o mais jovem prefeito da história de Joinville, realizou uma gestão eficiente, aplaudida pelos seus mais ferrenhos opositores. Reunindo-se com os integralistas, disse-lhes que seria prefeito de todos os joinvilenses, sem preocupações partidárias. Não demitiu funcionários de confiança adversários, nem nomeou integralistas sistematicamente. Coube a ele o papel histórico de iniciar o calçamento da cidade. Além disso, realizou o desassoreamento do rio Cachoeira, criou a Associação Beneficente dos Operários Municipais e sua Caixa Beneficente, com a finalidade de amparar a família dos trabalhadores em casos de doença ou morte, e construiu um prédio de abrigo aos desvalidos. Durante sua gestão, o núcleo municipal integralista, presidido por ele, criou um Departamento de Assistência Social, que cadastrava desempregados e empresas, funcionando como agência de empregos.

### Após o Estado Novo
Após o golpe do Estado Novo, que fechou a Ação Integralista Brasileira, Nereu Ramos exonerou Largura do cargo de prefeito no dia 3 de janeiro de 1938, sendo nomeado Joaquim Wolf, que tomou posse três dias depois. Manteve-se afastado da política e se formou em Direito. Em 1945, com a redemocratização, foi convidado para fundar um movimento trabalhista pró-Dutra em Santa Catarina. Percorreu vários estados, pedindo orientação dos antigos integralistas, como Miguel Reale e o então representante de Plínio Salgado no Brasil, Raimundo Padilha. Afirmou-lhes que entendia que, como integralistas, deveriam trabalhar pelo ideal em outros partidos e movimentos, uma vez que eram todos iguais, pois a imagem assumida pelo Integralismo durante o Estado Novo tornaria contraproducente o reagrupamento dos correligionários. Além disso, via simpatia de Eurico Gaspar Dutra pelos integralistas. Recebeu o assentimento de todos, mas uma estranha reprovação de Jorge Lacerda. Com isso, engajou-se na iniciativa trabalhista através da arregimentação dos antigos integralistas locais. Pouco depois, entretanto, foi fundado pelos integralistas o Partido de Representação Popular (PRP). Diretrizes oficiais contrariavam a iniciativa de Largura, determinando a arregimentação de todos no novo partido. Inicialmente desorientado, pensando que agia contra os seus companheiros, logo passou a se sentir traído por Jorge Lacerda, magoando-se profundamente, e se resolveu a não entrar no novo partido. Prosseguiu com o seu movimento local, contando apenas com os trabalhadores, e organizou, depois, o diretório do Partido Trabalhista Brasileiro (PTB) em Santa Catarina.
Quando do lançamento do partido, Largura obteve a grande maioria dos votos em Joinville, superior à soma dos outros partidos (UDN e PSD), nas eleições de 2 de dezembro de 1945, sendo eleito deputado federal para 38ª legislatura (1947 — 1951). Mais tarde, passou para o Partido Social Democrático (PSD).
Também foi presidente do Instituto Nacional do Pinho (atual IBAMA) entre 1956 a 1961. E depois, no Rio de Janeiro, foi Chefe da Assessoria Jurídica da Confederação Nacional do Comércio do SESC e do SENAC, cargo que ocupou até se aposentar, em 1963.
Transferiu residência para a cidade de Curitiba, onde veio a falecer em 2005, com 98 anos. Em sua homenagem foi denominada a rua Prefeito Aristides Largura, no bairro América, em Joinville.